# Lasiophanes striolatulus
Lasiophanes striolatulus là một loài bọ cánh cứng trong họ Cerambycidae.